# Saint-Fortunat-sur-Eyrieux
 Saint-Fortunat-sur-Eyrieux  là một xã ở tỉnh Ardèche, vùng Auvergne-Rhône-Alpes ở đông nam nước Pháp.